# Liste der Biografien/Kort
Liste der Biografien |
Portal Biografien |
Personensuche
# |
A |
B |
C |
D |
E |
F |
G |
H |
I |
J |
K |
L |
M |
N |
O |
P |
Q |
R |
S |
T |
U |
V |
W |
X |
Y |
Z |
?
 
Ka |
Kb |
Kc |
Kd |
Ke |
Kf |
Kg |
Kh |
Ki |
Kj |
Kl |
Km |
Kn |
Ko |
Kp |
Kr |
Ks |
Kt |
Ku |
Kv |
Kw |
Ky |
Kx |
Kz
 
Koa |
Kob |
Koc |
Kod |
Koe |
Kof |
Kog |
Koh |
Koi |
Koj |
Kok |
Kol |
Kom |
Kon |
Koo |
Kop |
Kor |
Kos |
Kot |
Kou |
Kov |
Kow |
Kox |
Koy |
Koz
 
Kora |
Korb |
Korc |
Kord |
Kore |
Korf |
Korg |
Korh |
Kori |
Korj |
Kork |
Korl |
Korm |
Korn |
Koro |
Korp |
Korr |
Kors |
Kort |
Koru |
Korv |
Korw |
Kory |
Korz
Die Liste der Biografien führt alle Personen auf, die in der deutschsprachigen Wikipedia einen Artikel haben. Dieses ist eine Teilliste mit 233 Einträgen von Personen, deren Namen mit den Buchstaben „Kort“ beginnt.

## Kort
- Kort, Bert de (* 1942), niederländischer Jazzmusiker (Kornett)
- Kort, Fred (1919–2004), US-amerikanischer Politikwissenschaftler österreichischer Herkunft
- Kort, Hanke de, niederländische Badmintonspielerin
- Kort, Karl (1860–1925), deutscher Tischlermeister und Politiker der SPD
- Kort, Kees de (1934–2022), niederländischer Maler, Designer und Illustrator
- Kort, Koen de (* 1982), niederländischer Radrennfahrer
- Kort, Ludwig (1888–1958), deutscher Fluid-Dynamiker
- Kort, Michael (* 1957), deutscher Jurist

### Korta
- Kortajarena, Jon (* 1985), spanisches MännermodelJon Kortajarena (* 1985)

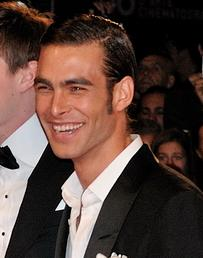
Jon Kortajarena (* 1985)

- Kortak, Tijen (* 1975), deutsche Rechtsanwältin und TV-Darstellerin
- Kortan, Frank (* 1964), deutscher Maler
- Kortan, Helmut (* 1928), österreichischer Restaurator und Hochschullehrer
- Kortawa, Tatjana Wladimirowna (* 1960), sowjetische bzw. russische Linguistin und Hochschullehrerin

### Kortc
- Kortchaguina, Lioudmila (* 1971), kanadische Marathonläuferin russischer Herkunft
- Kortchmar, Danny (* 1946), US-amerikanischer Rocksänger und -gitarrist

### Korte
- Korte, Alexander (* 1969), deutscher Psychiater
- Körte, Alfred (1866–1946), deutscher Klassischer Philologe
- Korte, Andreas (* 1989), deutscher Fußballspieler
- Korte, Annimari (* 1988), finnische Hürdensprinterin
- Körte, August Bernhard Christian (1786–1858), deutscher Bürgermeister und preußischer Kriegsrat
- Korte, Barbara (* 1957), deutsche Anglistin
- Korte, Bernhard (1938–2025), deutscher Mathematiker
- Korte, Christoph (* 1965), deutscher Ruderer
- Korte, Detlef (1956–1995), deutscher Historiker
- Korte, Ernst-Heiner (* 1942), deutscher Chemiker (Analytische Chemie, Infrarotspektroskopie)
- Korte, František (1895–1962), tschechischer Komponist
- Körte, Franz (1782–1845), deutscher Natur- und Agrarwissenschaftler
- Korte, Friedhelm (1923–2013), deutscher Chemiker
- Körte, Friedrich (1818–1914), deutscher Arzt
- Körte, Friedrich (1854–1934), deutscher Architekt
- Korte, Gerard Johannes Nicolaus de (* 1955), niederländischer Geistlicher, römisch-katholischer Bischof von ’s-Hertogenbosch
- Korte, Gerhard (1858–1945), deutscher Kaufmann und Bergbau-Unternehmer, Vorsitzender des Deutschen Kalisyndikats
- Korte, Gianluca (* 1990), deutscher Fußballspieler
- Korte, Gundula (* 1930), deutsche Schauspielerin
- Körte, Gustav (1852–1917), deutscher Klassischer Archäologe
- Korte, Hans (1899–1990), deutscher Generalmajor der Luftwaffe
- Korte, Hans (1929–2016), deutscher Schauspieler
- Korte, Hans-Peter (* 1947), deutscher Jurist
- Korte, Harald (1934–2014), deutscher Unternehmer und Verbandsfunktionär
- Korte, Heinrich (1853–1927), deutscher Kommunalbeamter und -politiker
- Korte, Heinz, deutscher Landrat
- Korte, Hermann (* 1937), deutscher Soziologe
- Korte, Hermann (1949–2020), deutscher Germanist und Literaturwissenschaftler
- Körte, Hugo (1897–1974), deutscher Kunstlehrer und Künstler
- Korte, Jakob (* 2003), deutscher Fußballspieler
- Korte, Jan (* 1977), deutscher Politiker (Die Linke), MdBJan Korte (* 1977)

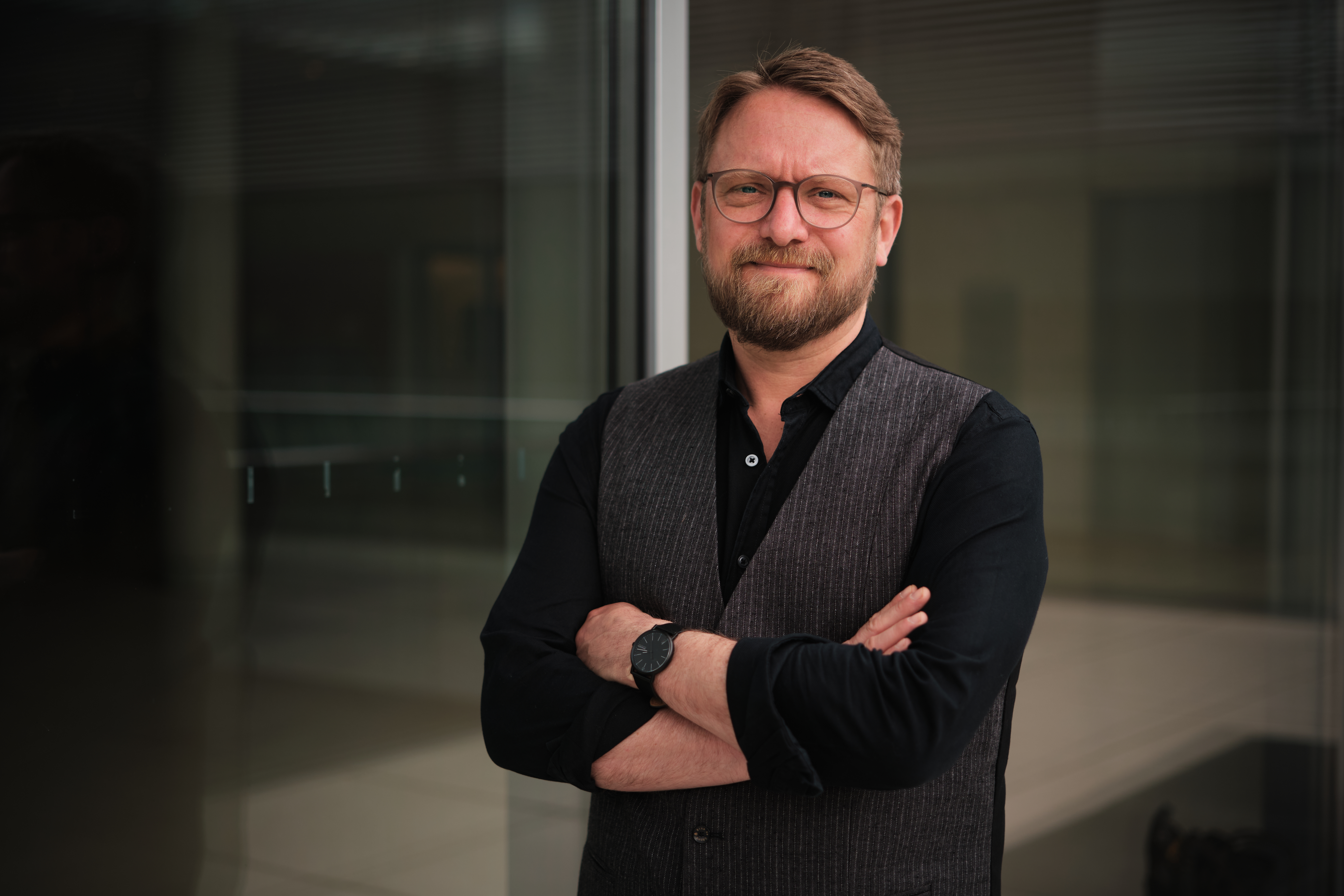
Jan Korte (* 1977)

- Korte, Joost (* 1958), niederländischer EU-Beamter und Generaldirektor
- Korte, Karin (* 1960), deutsche Politikerin (SPD), MdA
- Korte, Karl (1928–2022), US-amerikanischer Komponist und Musikpädagoge
- Korte, Karl-Heinz (* 1948), deutscher Fußballspieler
- Korte, Karl-Rudolf (* 1958), deutscher Politikwissenschaftler und PublizistKarl-Rudolf Korte (* 1958)

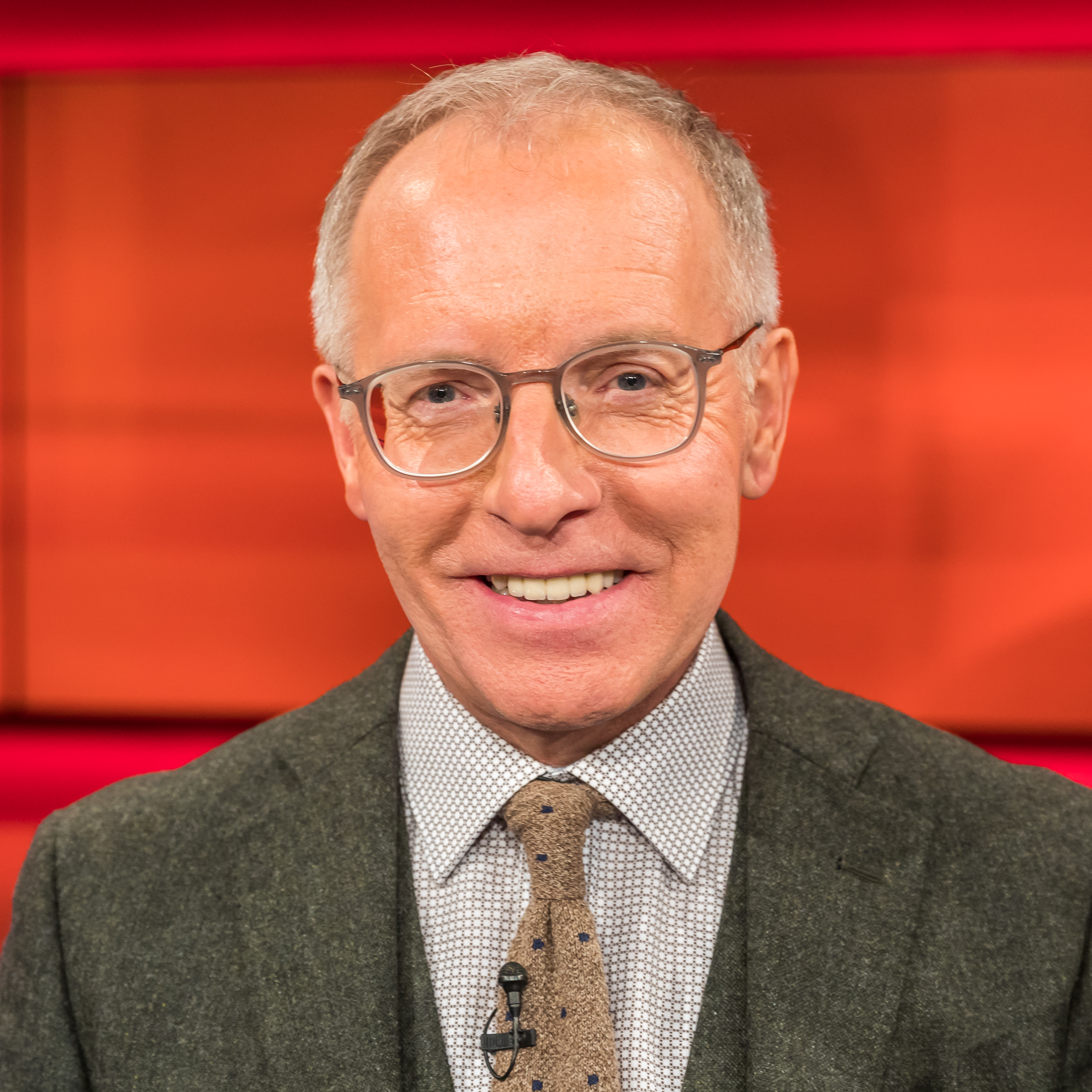
Karl-Rudolf Korte (* 1958)

- Korte, Kirstin (* 1955), deutsche Politikerin (CDU), MdL
- Korte, Lea (* 1963), deutsche Schriftstellerin
- Korte, Lutz, deutscher Autor
- Körte, Martin (1857–1929), deutscher Porträt- und Landschaftsmaler
- Korte, Martin (* 1964), deutscher Biologe
- Korte, Mats (* 1997), deutscher Handballspieler
- Korte, Niels (* 1969), deutscher Rechtsanwalt, Unternehmensberater und Politiker (CDU), MdA
- Korte, Oldřich František (1926–2014), tschechischer Komponist
- Korte, Oliver (* 1969), deutscher Komponist, Musikwissenschaftler und Hochschullehrer
- Körte, Oswald (1852–1924), preußischer Major, Musikwissenschaftler und Komponist
- Korte, Raffael (* 1990), deutscher Fußballspieler
- Korte, Ralf B. (* 1963), deutscher Schriftsteller und Mitherausgeber der Literaturzeitschrift "perspektive"
- Korte, Ralph, US-amerikanischer Unternehmer und erster Stifter des X-Prize
- Korte, Reinhard (* 1948), deutscher Politiker (CDU)
- Korte, Robin (* 1988), deutscher Politiker (Bündnis 90/Die Grünen), MdL
- Korte, Rudolf (1878–1950), deutscher Gartenbauwissenschaftler
- Korte, Rudolf de (1936–2020), niederländischer Politiker und Manager
- Körte, Siegfried (1861–1919), deutscher Verwaltungsjurist und Kommunalbeamter in Preußen, Oberbürgermeister von Königsberg, MdHH
- Korte, Stefan (* 1966), deutscher Mischtonmeister
- Korte, Stefan (* 1975), deutscher Jurist und Hochschullehrer
- Korte, Sven (* 1990), deutscher Sportschütze
- Korte, Theodora (1872–1926), deutsche Schriftstellerin
- Korte, Thomas (* 1957), deutscher Puppenspieler
- Körte, Walter (1855–1914), deutscher Wasserbauingenieur, und Begründer der deutschen Seezeichenwissenschaft
- Körte, Walter (1893–1972), deutscher Architekt, Baubeamter und Hochschullehrer
- Körte, Werner (1853–1937), deutscher Chirurg
- Körte, Werner (1905–1945), deutscher Kunsthistoriker
- Korte, Werner (1906–1982), deutscher Musikwissenschaftler
- Korte, Willi (* 1954), deutscher Jurist, Historiker und Provenienzforscher
- Korte, Wolfgang (* 1949), deutscher Generalleutnant
- Korte-van Hemel, Virginie (1929–2014), niederländische Politikerin (KVP, CDA)
- Kortebusch, Fritz (1796–1866), städtischer Kuhhirte in Bochum
- Kortegarn, Walter (1868–1917), deutscher Offizier und Sportförderer
- Kortejohann, Franz (1864–1936), deutscher Landschaftsmaler
- Kortekaas, Herman (* 1930), niederländischer Schauspieler
- Kortekangas, Paavo (1930–2013), finnischer Theologe und lutherischer Bischof
- Kortelainen, Jorma (1932–2012), finnischer Skilangläufer und Ruderer
- Körtels, Willi (* 1947), deutscher Gymnasiallehrer, Heimatkundler, Autor und Herausgeber zur Geschichte der Juden insbesondere um Trier
- Kortemeier, Anke (* 1975), deutsche Moderatorin, Schauspielerin und Synchronsprecherin
- Korten, David (* 1937), US-amerikanischer Autor und Globalisierungskritiker
- Korten, Günther (1898–1944), deutscher Offizier und Generalstabschef der Luftwaffe im Zweiten WeltkriegGünther Korten (1898–1944)

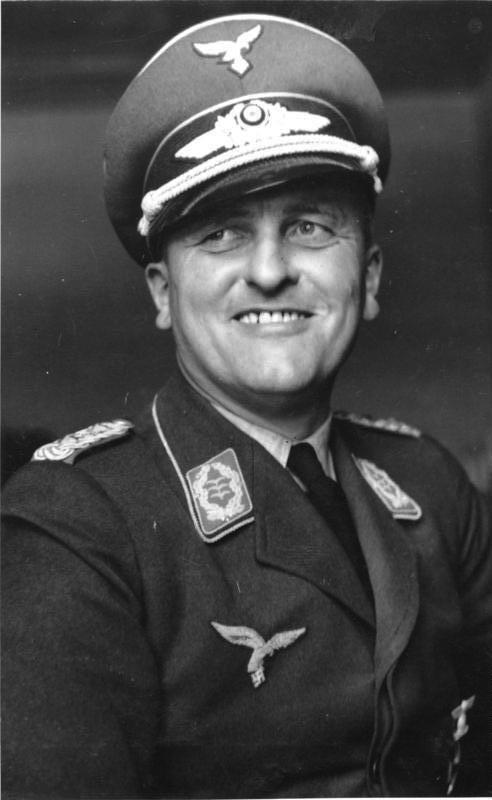
Günther Korten (1898–1944)

- Korten, Lars (* 1972), deutscher Schauspieler
- Kortenaer, Egbert (1604–1665), niederländischer Admiral
- Kortenbach, Gertrud (1924–1960), deutsche Bildhauerin
- Kortenbeutel, Heinz (* 1907), deutscher Papyrologe
- Kortendieck, Theodor (1887–1945), deutscher römisch-katholischer Geistlicher, Herz-Jesu-Missionar und Märtyrer
- Kortenkamp, Ulrich (* 1970), deutscher Mathematiker und Hochschullehrer
- Kortenum, Bartholomäus, Amtsmeister, Ratsherr und Bürgermeister der Stadt Celle
- Korter, Fritz (1892–1945), deutscher Bildhauer
- Korter, Ina (* 1955), deutsche Politikerin (Bündnis 90/Die Grünen), MdL
- Kortetmaa, Anniina (* 1995), finnische Sprinterin
- Korteweg, Diederik Johannes (1848–1941), niederländischer Mathematiker

### Kortg
- Körtge, Hasso (* 1952), deutscher Brigadegeneral der Luftwaffe der Bundeswehr
- Kortge, Regina (* 1961), deutsche Richterin am Bundespatentgericht

### Korth
- Korth, Claus (1911–1988), deutscher Marineoffizier, zuletzt Kapitän zur See bei der Bundesmarine
- Korth, Fred (1909–1998), US-amerikanischer Jurist und Politiker
- Korth, Georg (1896–1985), deutscher Diplomat
- Korth, Gerhard (* 1929), deutscher Diplomat, Botschafter der DDR
- Korth, Harro (* 1939), deutscher Textdichter
- Korth, Ines (* 1982), deutsche Comic-Künstlerin und Illustratorin
- Korth, Käthe (1902–1982), deutsche Schriftstellerin
- Korth, Ludwig von (1811–1876), preußischer Generalleutnant
- Korth, Michael (* 1946), deutscher Autor, Sänger und Librettist
- Korth, Siegfried (1926–1985), deutscher Maler
- Korth, Werner (1929–1998), deutscher Geheimdienstler, Offizier des Ministeriums für Staatssicherheit (MfS) der DDR
- Korth, Wilhelm (* 1967), deutscher Politiker (CDU), MdL
- Korth, Willi (* 1955), deutscher Fußballspieler
- Korth-Cortini, Paul (1890–1954), deutscher Zauberkünstler und Illusionist
- Korthaase, Helga (1938–2023), deutsche Politikerin (SPD), Staatssekretärin, MdA
- Korthaase, Werner (1937–2008), deutscher Politiker (SPD), MdA
- Korthals Altes, Frits (1931–2025), niederländischer Politiker
- Korthals, Benk (* 1944), niederländischer Politiker (VVD)
- Korthals, Christian (* 1978), deutscher Musiker (Saxophon, Klavier, Gesang, Komposition) und Schauspieler
- Korthals, Dirk (* 1962), deutscher Schwimmer
- Korthals, Gernot (* 1940), deutscher Verwaltungsbeamter, Politiker und Landrat
- Korthals, Henk (1911–1976), niederländischer Politiker und Journalist
- Korthals, Pieter Willem (1807–1892), niederländischer Botaniker
- Korthaus, Karl (1859–1933), deutscher Politiker (Zentrum), MdR
- Korthaus, Sia (* 1968), deutsche Kabarettistin, Sängerin und Schauspielerin
- Kortheuer, August (1868–1963), deutscher evangelischer Theologe
- Kortholt, Christian der Ältere (1633–1694), deutscher protestantischer Theologe
- Kortholt, Christian der Jüngere (1709–1751), deutscher lutherischer Theologe
- Kortholt, Franz Justus (1711–1771), deutscher Jurist und Hochschullehrer an der Universität Gießen
- Korthuis, Matt (* 1981), niederländisch-kanadischer Eishockeyspieler

### Korti
- Körting, Berthold (1839–1919), deutscher Kaufmann und Maschinenbau-Unternehmer
- Körting, Carl (* 1881), deutscher Kunstturner
- Körting, Corinna (* 1967), deutsche evangelische Theologin
- Körting, Ehrhart (* 1942), deutscher Politiker (SPD), MdAEhrhart Körting (* 1942)

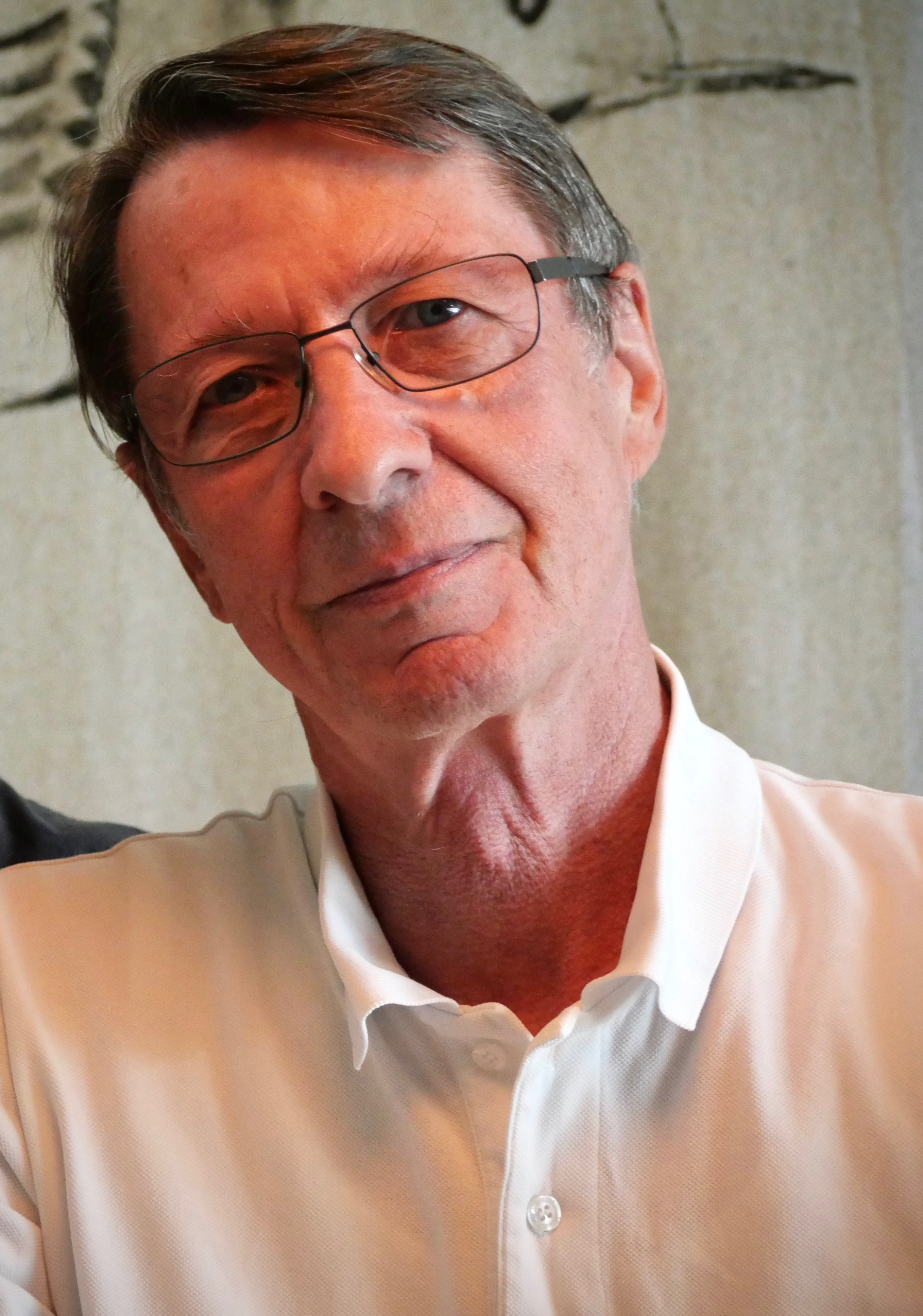
Ehrhart Körting (* 1942)

- Körting, Elisabeth (1926–2009), deutsche Keramikerin
- Körting, Erich (1902–1978), deutscher SS-Offizier in der Einsatzgruppe B
- Körting, Ernst (1842–1921), deutscher Ingenieur und Unternehmer
- Körting, Ernst junior (1869–1932), deutscher Maschinenbau-Ingenieur und Motoren-Konstrukteur
- Körting, Georg (1844–1919), Obergeneralarzt des Gardekorps
- Körting, Gerda (1911–2000), deutsche Keramikerin
- Körting, Gustav (1845–1913), deutscher Philologe
- Korting, Hans Christian (1952–2012), deutscher Dermatologe und Allergologe
- Körting, Heikedine (* 1945), deutsche Hörspielproduzentin
- Körting, Heiner-Hans (1911–1991), deutscher Keramiker
- Körting, Johannes (1856–1952), deutscher Ingenieur
- Körting, Leonard (1834–1930), deutscher Techniker, Gasfachmann, Gaswerkdirektor und Freimaurer
- Körting, Max (1862–1948), deutscher Unternehmer
- Körting, Otto (1884–1959), deutscher Politiker, sozialdemokratischer Landtagsabgeordneter der Weimarer Republik, Vorsitzender der VdgB, MdV

### Kortj
- Körtje, Heinrich Christian (1718–1780), deutscher Landbaumeister

### Kortk
- Kortkamp, Jacob, deutscher Komponist und Organist

### Kortl
- Kortländer, Bernd (* 1947), deutscher Literaturwissenschaftler
- Kortländer, Michael (* 1953), deutscher Bildhauer und Maler
- Kortlandt, Adriaan (1918–2009), niederländischer Verhaltensforscher
- Kortlandt, Frederik (* 1946), niederländischer Linguist
- Kortlang, Horst (* 1948), deutscher Politiker (FDP), MdL Niedersachsen
- Kortlang, Ivo (* 1994), deutscher SchauspielerIvo Kortlang (* 1994)

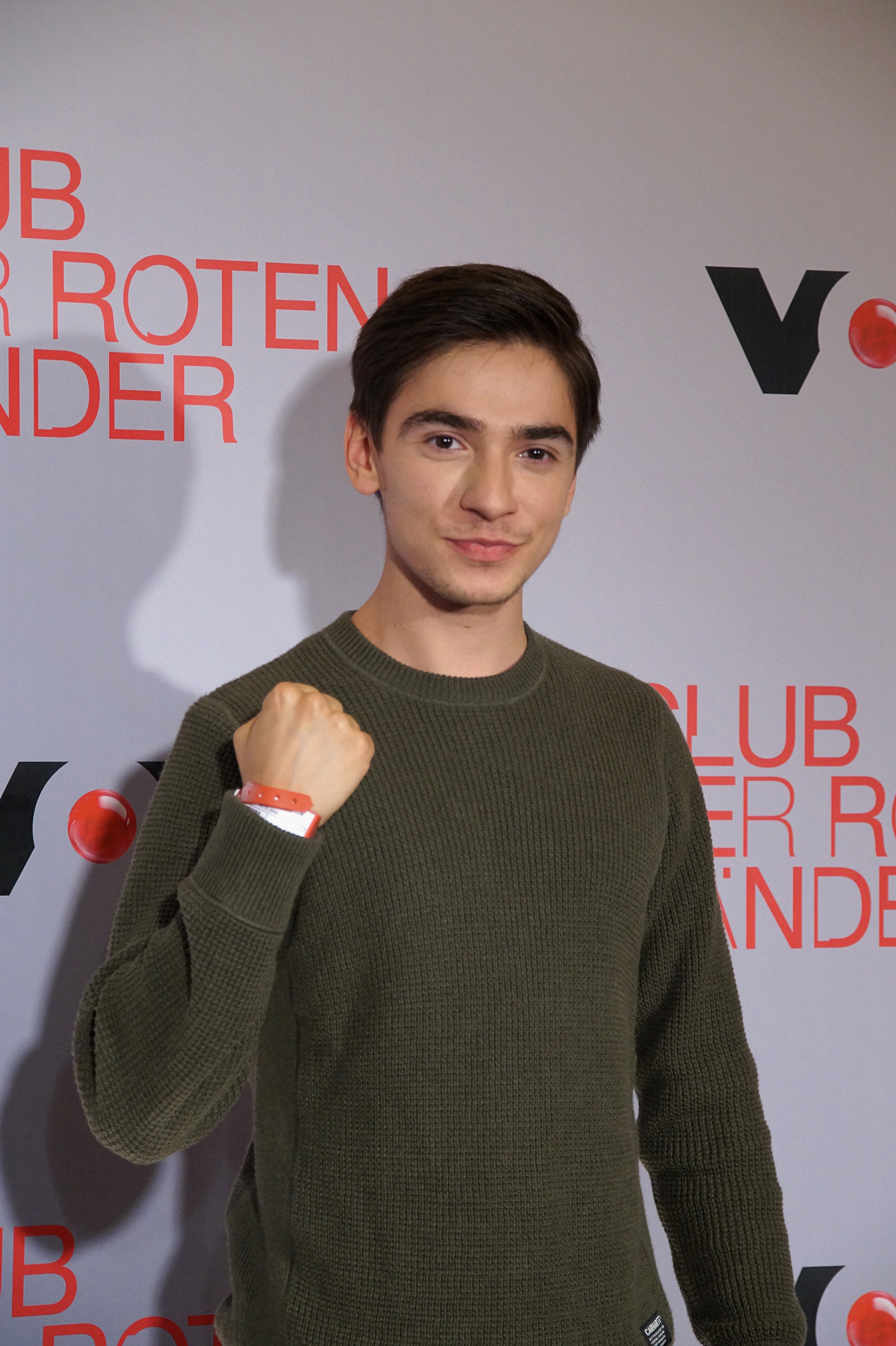
Ivo Kortlang (* 1994)

- Kortlüke, Nicole (* 1976), deutsche Filmeditorin

### Kortm
- Kortmann, Barbara (* 1985), deutsche Flötistin
- Kortmann, Bas (* 1950), niederländischer Jurist
- Kortmann, Bernd (* 1960), deutscher Anglist (Sprachwissenschaftler)
- Kortmann, Brigitte (* 1927), deutsche Schauspielerin bei Bühne, Film und Fernsehen
- Kortmann, Christian (* 1974), deutscher Journalist und freier Autor
- Kortmann, Ferdinand (1913–1988), deutscher Politiker (CDU)
- Kortmann, Helmut (* 1947), deutscher Mediziner und Hochschullehrer
- Kortmann, Johannes (1889–1965), deutscher Pädagoge, Marineoffizier und Politiker (CDU), MdL, MdB
- Kortmann, Karin (* 1959), deutsche Politikerin (SPD), MdB
- Kortmann, Olaf (* 1955), deutscher Volleyball-Trainer
- Kortmann, Peter (* 1961), deutscher Basketballspieler und -trainer
- Kortmann, Sarah (* 1983), deutsche Schauspielerin und Theaterregisseurin
- Kortmann, Tijn (1944–2016), niederländischer Jurist und Staatsrechtler

### Kortn
- Kortner, Fritz (1892–1970), österreichischer Schauspieler, Film- und TheaterregisseurFritz Kortner (1892–1970)

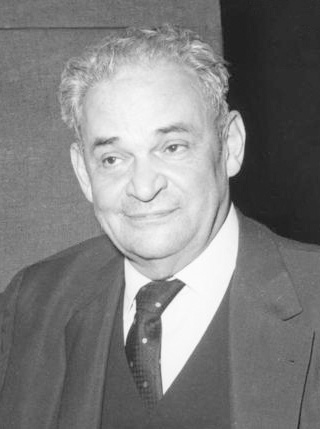
Fritz Kortner (1892–1970)

- Kortner, Olaf (1920–1998), norwegischer Lehrer und Politiker
- Körtner, Ulrich H. J. (* 1957), deutsch-österreichischer evangelischer Theologe und Medizinethiker
- Körtner, Ursula (* 1946), deutsche Politikerin (CDU), MdL

### Korto
- Kortokraks, Rudolf (1928–2014), deutscher Maler

### Kortr
- Kortright, Cornelius Hendricksen (1817–1897), britischer Gouverneur in den britischen Kolonien
- Kortrog, Hans, deutscher Glockengießer

### Korts
- Kortschagin, Juri Petrowitsch (* 1950), russischer Botschafter
- Kortschagin, Wiktor Stanislawowitsch (* 1967), russischer Ski-Orientierungsläufer und Mountainbike-Orientierungsfahrer
- Kortschak, Ernst (1879–1957), österreichischer Zisterzienserabt
- Kortschak, Franz (1908–1986), österreichischer Weinbauer und Politiker (ÖVP), Abgeordneter zum Nationalrat
- Kortschnoi, Viktor (1931–2016), sowjetisch-schweizerischer SchachspielerViktor Kortschnoi (1931–2016)

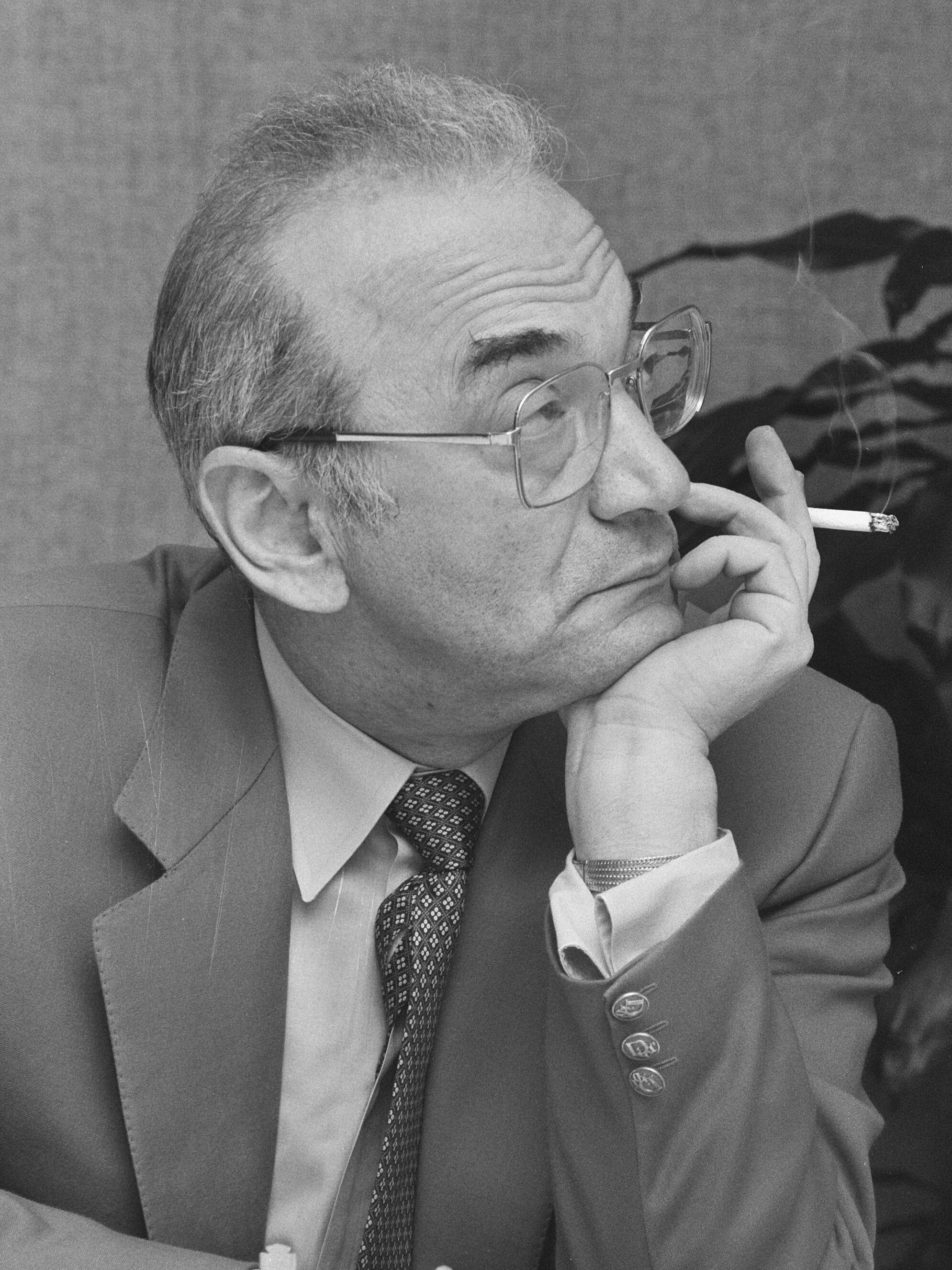
Viktor Kortschnoi (1931–2016)

- Kortschuk, Anton (* 2004), ukrainischer Skispringer
- Kortschynskyj, Dmytro (* 1964), ukrainischer Politiker
- Kortstock, Michael (* 1954), deutscher Ingenieur, Hochschullehrer

### Kortt
- Korttila, Aksa (* 1990), finnische Schauspielerin

### Kortu
- Kortua, Irakli (* 1987), georgischer Fußballspieler
- Kortüm, Albert (1845–1921), deutscher Architekt und Baubeamter
- Kortum, Carl Arnold (1745–1824), deutscher Arzt, Schriftsteller und Heimatforscher
- Kortum, Carl Georg Theodor (1765–1847), deutscher Arzt
- Kortum, Ernst Traugott von (1742–1811), deutsch-österreichischer Jurist, Beamter und Politiker
- Kortüm, Franz-Josef (* 1950), deutscher Manager
- Kortüm, Friedrich (1788–1858), deutscher Schriftsteller, Historiker und Hochschullehrer
- Kortüm, Friedrich Wilhelm (* 1843), deutscher Schriftsteller und Chefredakteur
- Kortum, Gerhard (1941–2013), deutscher Geograph, Professor für Geographie, Meereskundler
- Kortum, Gottfried Michael (* 1699), deutscher Arzt, Chemiker und Mitglied der Leopoldina
- Kortüm, Gustav (1904–1990), deutscher Chemiker (Physikalische Chemie)
- Kortum, Hans (1923–1997), deutscher Romanist
- Kortüm, Hans-Henning (* 1955), deutscher Historiker
- Kortum, Herbert (1907–1979), deutscher Naturwissenschaftler, Informatiker und Computerpionier
- Kortum, Hermann (1836–1904), deutscher Mathematiker
- Kortüm, Joachim (1898–1982), deutscher Luftwaffenoffizier
- Kortüm, Karl Wilhelm (1787–1859), deutscher Klassischer Philologe, Pädagoge, Gymnasialdirektor, Schul- und Konsistorialrat der Königlichen Regierung Düsseldorf sowie zuletzt Vortragender Rat im Preußischen Kultusministerium
- Kortüm, Klaus (* 1959), deutscher Provinzialrömischer Archäologe und Denkmalpfleger
- Kortüm, Otto (1891–1966), deutscher Kommunalpolitiker (SPD), Oberbürgermeister von Stralsund
- Kortum, Renatus Andreas (1674–1747), deutscher lutherischer Theologe und Übersetzer
- Kortum, Samuel (* 1960), US-amerikanischer Wirtschaftswissenschaftler und Hochschullehrer
- Kortüm, Theodor (1785–1858), deutscher Arzt

### Kortw
- Kortwich, Gunther (1928–2015), deutscher Tontechniker
- Kortwich, Werner (1898–1966), deutscher Schriftsteller, Journalist, Übersetzer, Drehbuchautor, Filmproduzent, Dramaturg und Filmregisseur

### Korty
- Korty, David (* 1971), US-amerikanischer Künstler
- Korty, John (1936–2022), US-amerikanischer Regisseur, Kameramann und Drehbuchautor
- Korty, Raoul (1889–1944), österreichischer Journalist und Sammler

### Kortz
- Kortzfleisch, Albert von (1801–1866), preußischer Generalleutnant
- Kortzfleisch, Albrecht von (1935–2024), deutscher Forstwissenschaftler
- Kortzfleisch, August von (1811–1890), preußischer Generalmajor
- Kortzfleisch, Bernhard von (1720–1787), preußischer Leutnant und Landrat
- Kortzfleisch, Gert von (1921–2007), deutscher Ökonom, Hochschullehrer, Mitglied im Club of Rome
- Kortzfleisch, Gustav von (1854–1910), preußischer Generalmajor und Militärschriftsteller
- Kortzfleisch, Ida von (1850–1915), Gründerin der Reifensteiner Schulen
- Kortzfleisch, Joachim von (1890–1945), deutscher General der Infanterie im Zweiten Weltkrieg
- Kortzfleisch, Siegfried von (1929–2014), deutscher evangelischer Theologe, Journalist und Autor
- Kortzfleisch, Sophie Eleonore von (1749–1823), deutsche Schriftstellerin
- Körtzinger, Arne (* 1963), deutscher Chemiker, Meeresforscher und Hochschullehrer
- Körtzinger, Hugo (1892–1967), deutscher Maler, Bildhauer, Schriftsteller und Orgelspieler
- Körtzinger, Leonie (* 1997), deutsche Volleyball- und BeachvolleyballspielerinLeonie Körtzinger (* 1997)

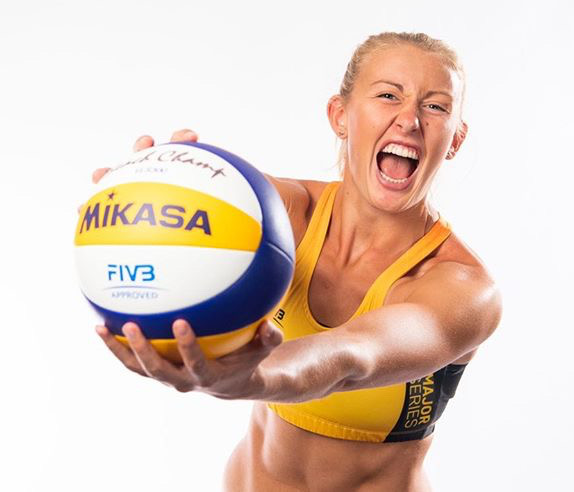
Leonie Körtzinger (* 1997)

- Körtzinger, Wilfried (1933–2022), deutscher Künstler, Architekt und Kunstpädagoge
- Kortzorg, Romario (* 1989), niederländischer Fußballspieler